# Воробьёв, Семён Иванович
Семён Иванович Воробьёв (ум. 17 сентября 1674) — самозванец, выдававший себя за царевича Симеона Алексеевича (который на самом деле умер в возрасте 4-х лет). Из-за этого в некоторых работах он называется лже-Симеон или лже Симеон Алексеевич.
После подавления восстания под предводительством Степана Разина многие его участники занимались разбоем на Дону и Северском Донце. Один из них, казак по имени Иван Миуский, объявился с группой беглецов в Запорожской Сечи у атамана Ивана Серко. Он представил атаману молодого человека, назвавшегося царевичем Симеоном Алексеевичем. Лже-Симеон поклялся Ивану Серко, что является истинным сыном царя Алексея Михайловича, спасшимся бегством от боярских козней, сначала в Соловецкий монастырь, а позже примкнувшим к Разину. Серко начал обращаться с молодым человеком почтительно, как будто с действительным царевичем.
Узнав о самозванце, гетман Иван Самойлович донёс о нём в Москву, где очень встревожились. Царь направил к Серко посланцев Чадуева и Щёголева с небольшим стрелецким отрядом и грамотами, в которых писал, что истинный царевич умер, и требовал выдачи самозванца. Однако запорожские казаки во главе с Серко, который желал насолить гетману и царю в ответ на своё отстранение от гетманской булавы, встретили послов в штыки, чуть было не убив их. Лишь предварительные меры предосторожности, принятые гетманом, заключавшиеся в аресте запорожских посланцев в Батурине, охладили пыл запорожцев. На совете казаки постановили отпустить посланцев в Москву, чтобы они от самого царя узнали правду об именующем себя Симеоном Алексеевичем, поскольку его письма якобы перехватываются боярами и не допускаются до царя.
Царь прислал Серко новую грозную грамоту. В ней он укорял кошевого атамана за неисполнение указа и потворство самозванчеству, а также требовал выдачи лже-Симеона вместе с казаком Миуской. Царь обещал отправить запрашиваемые запорожцами лодки (чайки), пушки, сукна, денежное и хлебное жалование, но велел удерживать всё это в Севске до выдачи «воров». В переговорах Сечи с Москвой прошло всё лето 1674 года. В конце концов настойчивость московских властей увенчалась успехом: в августе Серко под охраной отправил лже-Симеона в Москву. Миуске удалось спастись бегством.
Самозванца привезли в Москву прикованным к телеге тем же образом, что и Степана Разина. Пытки на Земском дворе привели к запутанным и противоречивым показаниям: он сообщил, что якобы на самом деле его зовут Семён Иванович Воробьёв, что он католик и уроженец Лохвицы, а его отец был подданным польного гетмана коронного Дмитрия Ежи Вишневецкого, и что на самозванчество его подбил казак Миуска. 17 сентября 1674 года лже-Симеон был четвертован на Красной площади тем же способом, что и Степан Разин, после чего части его тела так же были выставлены на кольях на Болоте.